# Tom Fecht
Tom Fecht (eigentl. Thomas Fecht; * 11. Januar 1952 in Frankenberg) ist ein deutscher Verleger, Autor und Künstler.

## Leben
Thomas Fecht studierte zunächst in New York an der Columbia University Physik, Thermodynamik und Kybernetik und anschließend in Berlin an der Technischen Universität Ingenieurwesen und Kunstgeschichte. Den Beruf des Ingenieurs übte er vorübergehend bei IBM und Control Data aus. Ab 1969 veranstaltete er Happenings, Fluxus-Aktionen, Landart-Projekte, Installationen und Ausstellungen in Deutschland und im Ausland.
1972 eröffnete er mit anderen Studenten der TU die Elefanten Press Galerie in Berlin-Kreuzberg in der Dresdner Straße.
Dort war er in den nächsten Jahren einer der wichtigsten Akteure. 1978 entstand daraus der Verlag Elefanten Press, an dem er auch weiter entscheidend beteiligt war.
1978 gründete er gemeinsam mit Patric Feest, Wieland Giebel, Norbert Gravius (später Bundesschatzmeister der PARTEI), Maruta Schmidt und Erik Weihönig den Elefanten Press Verlag mit Sitz in der Oranienstraße.
Bis 1992 war Tom Fecht Autor, Herausgeber und Kurator von Publikationen und Ausstellungen zur Kunst-, Design-, Satire- und Zeitgeschichte. Lehrtätigkeiten übte er an der Hochschule der Künste Berlin, der Hochschule für bildende Künste Hamburg und dem Royal College of Art in London.
Tom Fecht lebt und arbeitet in Berlin, in London und im französischen Département Finistère.

## Kunst-Projekte
Kurz nach Gründung der Elefanten Press Galerie entstand 1972 ein schwer zu kategorisierendes Werk namens Quanteleien, das als „Mappe“ bezeichnet und in 50 Exemplaren hergestellt wurde. Jede Mappe ist signiert und nummeriert. Es handelt sich dabei um einen als „Arbeitsmaterialien über Zeit, Raum und Relativität“ bezeichneten Essay. Aufgebaut ist der 16-seitige Schreibmaschinentext wie eine Sinfonie und eingebunden (genauer: verschraubt) in Pappe und Plastik. Im Zusammenspiel von literarischer Gattung, musikalischem Textkörper-Aufbau, künstlerischer äußerer Aufmachung und philosophisch-naturwissenschaftlicher Thematik drückt sich gewissermaßen eine „Multi-Interdisziplinarität“ aus.
Für die Deutsche AIDS-Stiftung begann Tom Fecht 1988/89 das Projekt „Denkraum“ zu entwickeln. Mit „Quartelage-Vierteilung für 16 Pferde und Ring“ und dem „Kölner Fragment-12 Minuten nach Vitruvius“ sollen Elemente der Landart neu dekliniert und an den urbanen Raum und den Körper gekoppelt werden.
1994 entstand das „Mémoire nomade“ („Namen und Steine“). Damit erinnerte der Künstler an Menschen, die an Aids gestorben sind. In einem geografischen Netz von über 40 temporären und festen Installationen, die zwischen 1992 und 2000 entstanden, ging es Tom Fecht darum, ein „nomadisierendes Gedächtnis und ein europaweites Epitaph des Gedenkens und der praktischen Solidarität mit HIV-infizierten Menschen“ zu schaffen. So entstand auch in Köln im August 1998 eine Außeninstallation, ein sogenanntes „Kaltes Eck“ mit einem Titelstein und Namenssteinen von an Aids Verstorbenen. Heute wird die Installation von der Kölner AIDS-Hilfe betreut.
„Verletzte Liebe“ wurde 1993 zu seinem bildhauerischen Thema, es folgten fotografische Studien zur Körperarchitektur. Seit 1994 glastechnische und thermische Studien und Farbstudien zum Isenheimer Altar. Seit 1996 entstanden skulpturale Fotoarbeiten und es entwickelte sich eine Zusammenarbeit mit Architekten. 1997 initiierte der Künstler das „Hauptlabor“ für die Hochschule für bildende Künste Hamburg, 1998/99 folgte „Umzug ins Offene“ über die Geheimnisse der Raumproduktion.
„Kaltes Quadrat“ im Eingangsbereich der Bundeskunsthalle in Bonn gehört zu den festen Installationen des Projektes „Namen und Steine“. Zu den prominenten Verstorbenen, an die zu der Installation gehörende Pflastersteine erinnern, zählen Freddie Mercury, Michel Foucault, Keith Haring, Miles Davis und Rock Hudson.
In Aachen entstand 2000 in der Nähe vom Aachener Dom die Steinverlegung „LETZTE SPUR Aachen 2000“ zur Erinnerung an Menschen, die an Aids verstarben.

## Ausstellungen (Auswahl)
- 1989: Denkraum – Studies of an Endangered Body. In Zusammenarbeit mit der Deutschen AIDS-Stiftung und der Ärztekammer Berlin. Deutscher Reichstag, Berlin.
- 1992: Names and Stones. Documenta IX, Kassel.
- 2001: En Face – Gisèle Freund. Martin-Gropius-Bau – Werkbundarchiv – Museum der Dinge, Berlin.
- 2002: Approaching the Unpredictable – Paper Art 8. Milk Skin (Milchhaut). Installation. Leopold-Hoesch-Museum, Düren.
- 2004: Transformation – Seascapes. Art Home Gallery, Istanbul.
- 2005: Cause and Effect – The Dust of Childhood. Hartwell Gallery / Cornell University, New York City.
- 2014: Retour de Mer. Musée des Beaux-Arts LAAC, Dunkerque.
- 2017: Gravity Mirror. Laffanour Gallery Downtown, Paris.
- 2019: 30 Years of Noorderlicht. Retrospektive. MartiniPlaza, Groningen.
- 2020: The Blue Hour. Fotografische Installation. (The West Pole Series). FOG Design + Art, San Francisco und Galeria Mercado Moderno, Rio de Janeiro.
- 2021: Lucifers Vortex. Night Photography. Museum DKM, Duisburg.
- 2023: Land’s End. Unique Vintage Prints. Podgrony Robinson Gallery, Saint-Paul-de-Vence.

## Veröffentlichungen
- Tom Fecht, Jürgen Holtfreter: Karakiri, Elefanten Press Verlag, Berlin, 1984, ISBN 3-88520-134-8
- Tom Fecht, Sabine. Weißler: Plastikwelten. Der Stoff, aus dem die Waren sind, Elefanten Press Verlag, Berlin, 1985, ISBN 3-88520-167-4
- Käthe Kollwitz, Tom Fecht (Herausgeber): Das farbige Werk. Farbige Druckgraphik und Farbzeichnungen von Käthe Kollwitz, Elefanten Press Verlag, Berlin, 1987, ISBN 3-88520-251-4
- Tom Fecht, Dietmar Kamper: Umzug ins Offene. Vier Versuche über den Raum, Springer Verlag, Wien, 2000, ISBN 3-211-83476-1
- Tom Fecht, Ulrich Heide, Dietmar Kamper: Tom Fecht. Namen und Steine, Wien, Springer Verlag, 2001, ISBN 3-211-83630-6

## Galerie

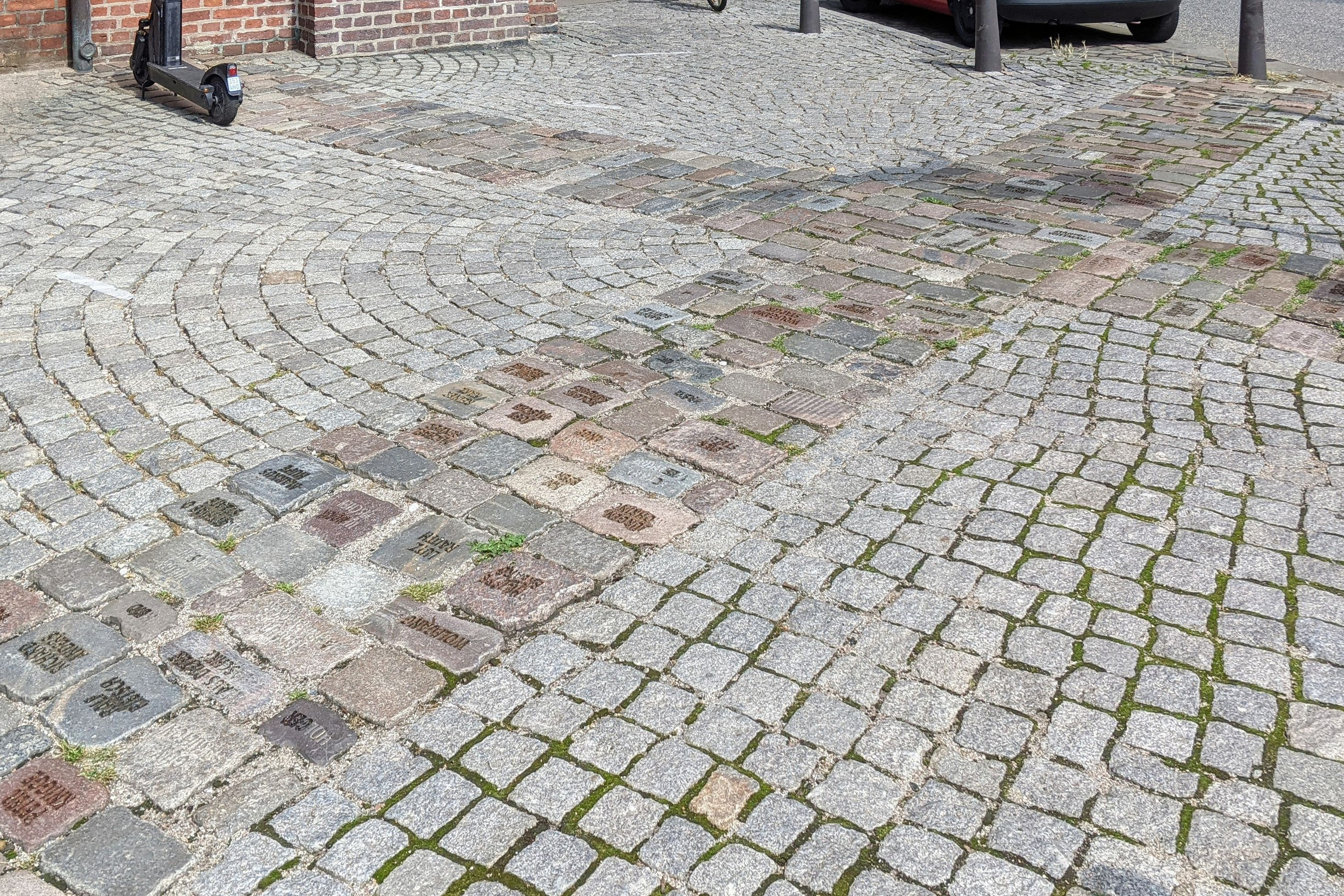
AIDS-Mahnmal „Namen und Steine“  vor der Dreieinigkeitskirche in Hamburg-St. Georg (1994)
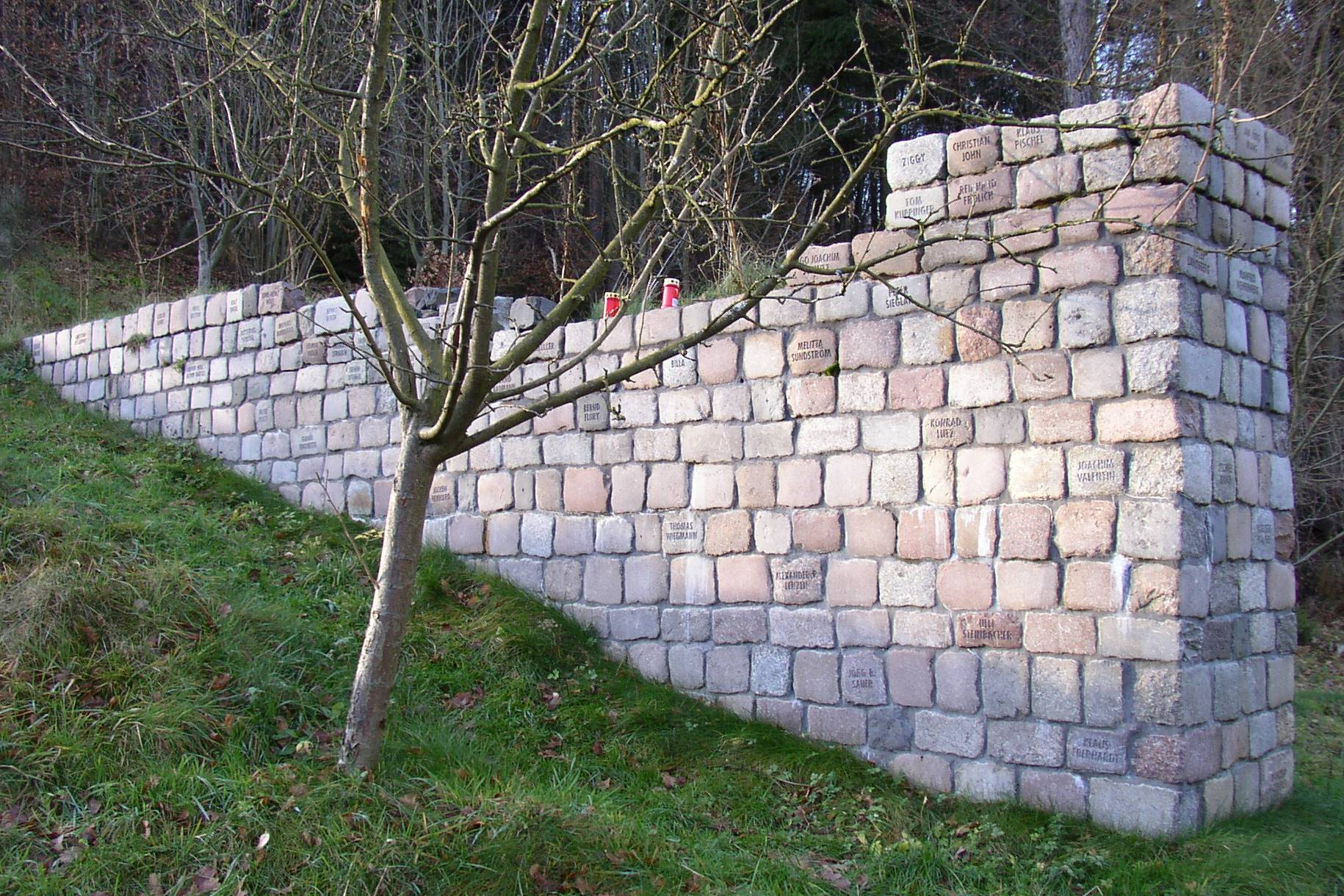
„Nature Forte“ an der Akademie Waldschlösschen, Teil des Projektes „Denkraum: Namen und Steine“ (2006)
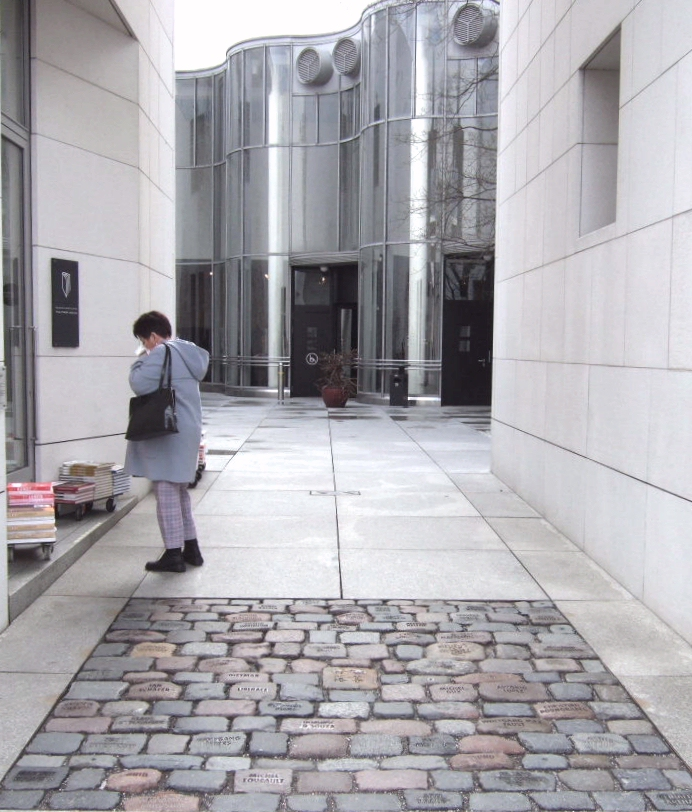
Kaltes Quadrat im Eingangsbereich der Bundeskunsthalle (2006)
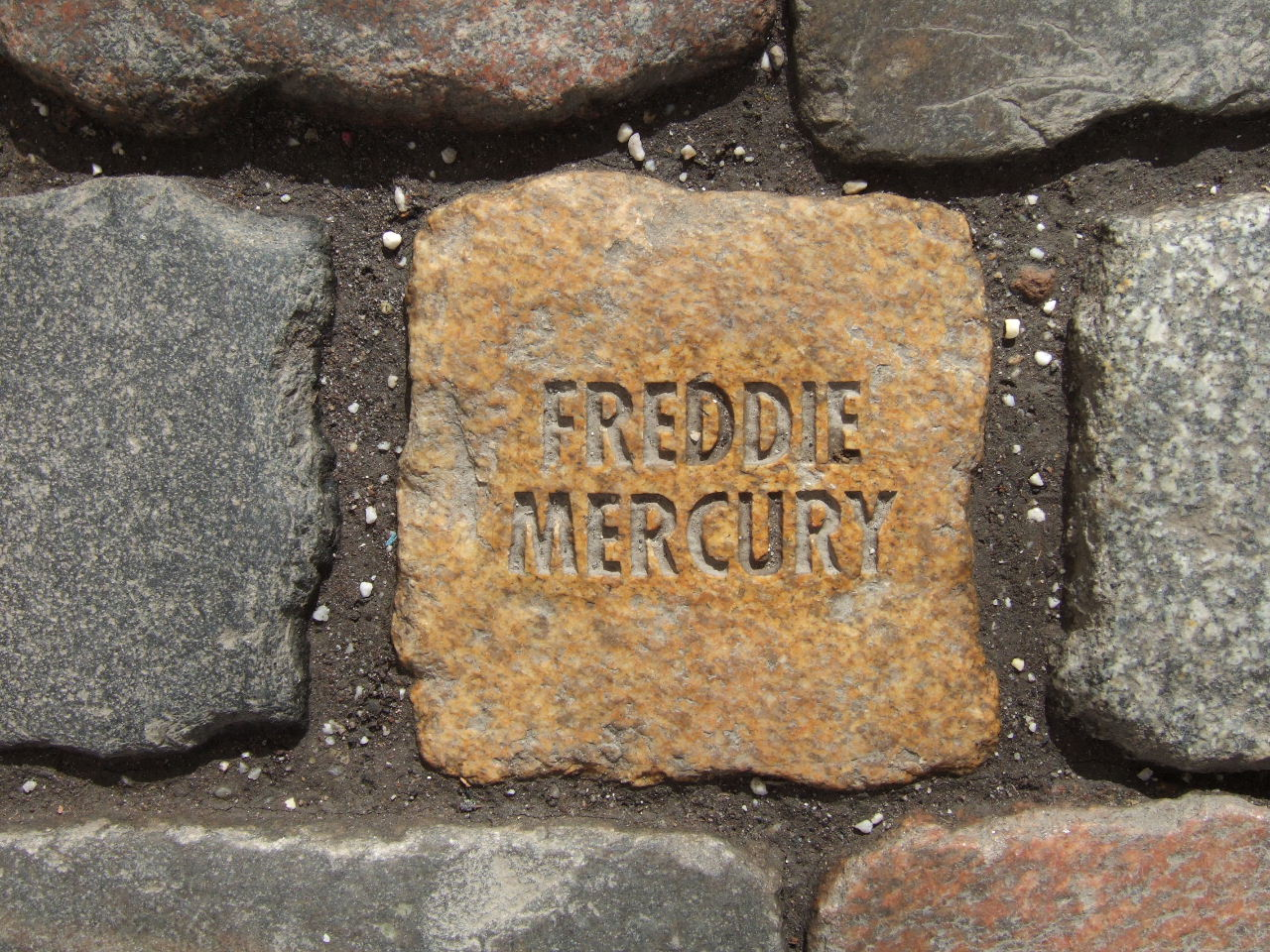
Stein zur Erinnerung an Freddie Mercury (2006)
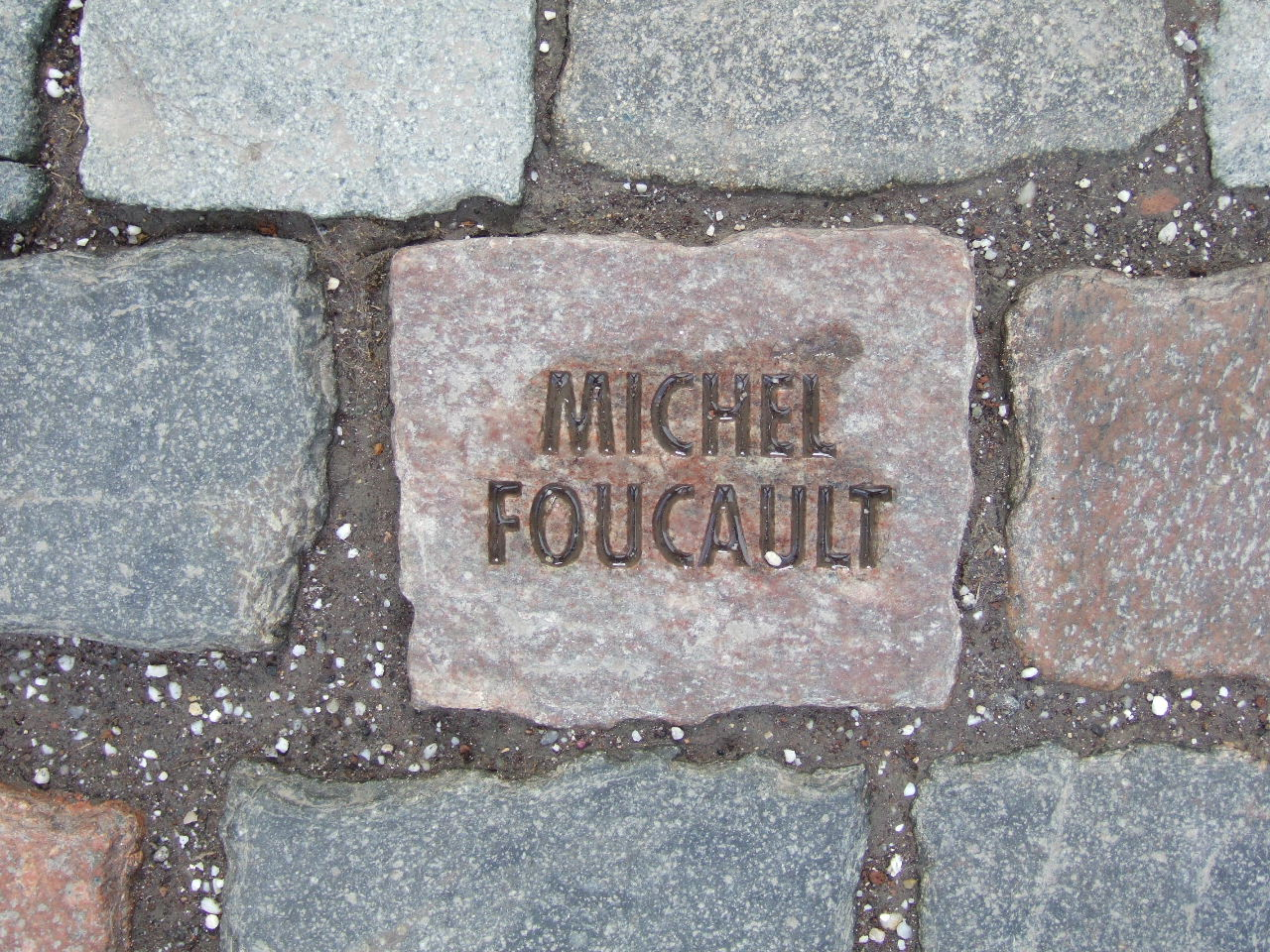
Stein zur Erinnerung an Michel Foucault
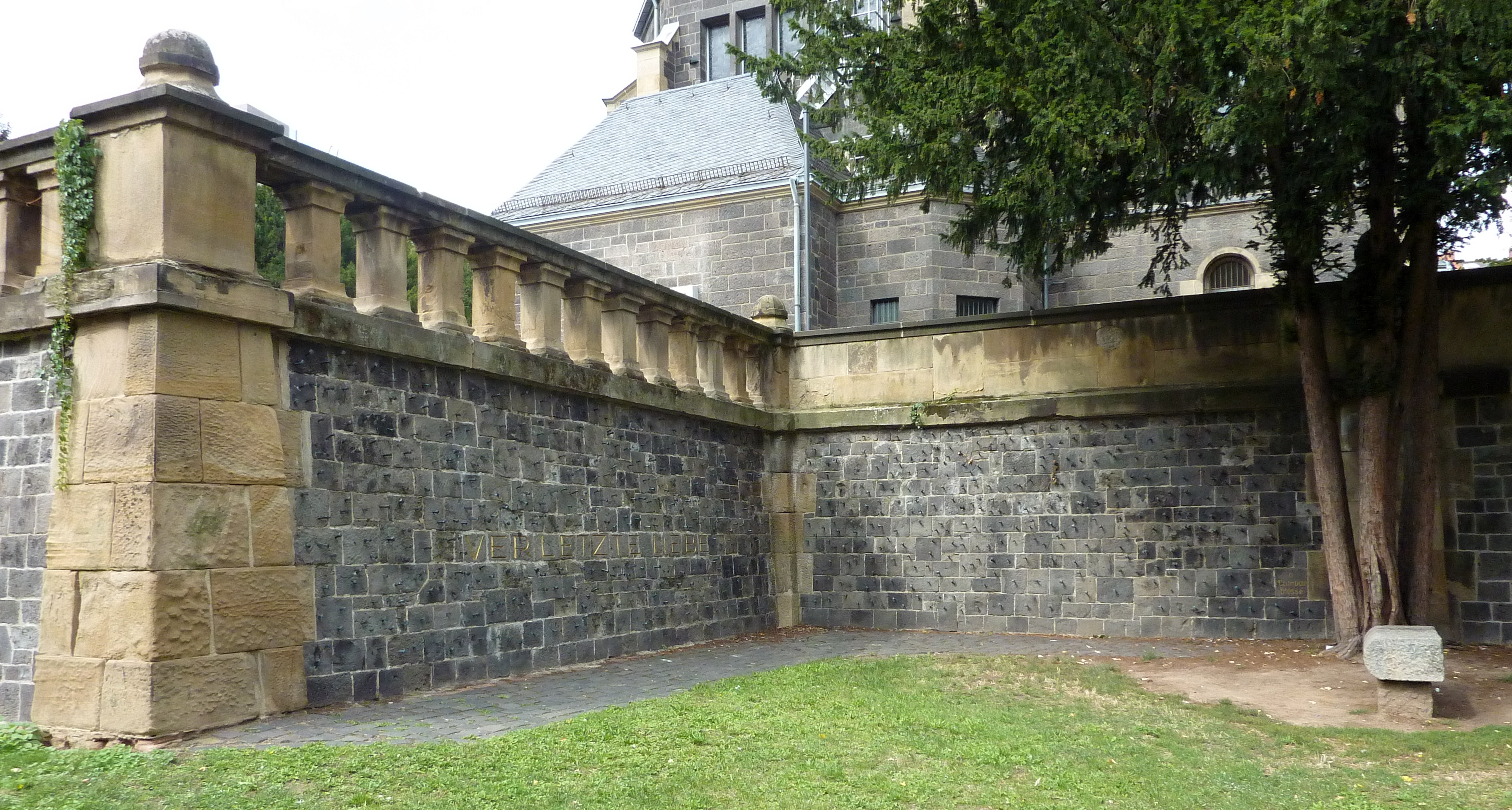
Das AIDS-Memorial Verletzte Liebe auf dem Peterskirchhof in Frankfurt am Main (2010)
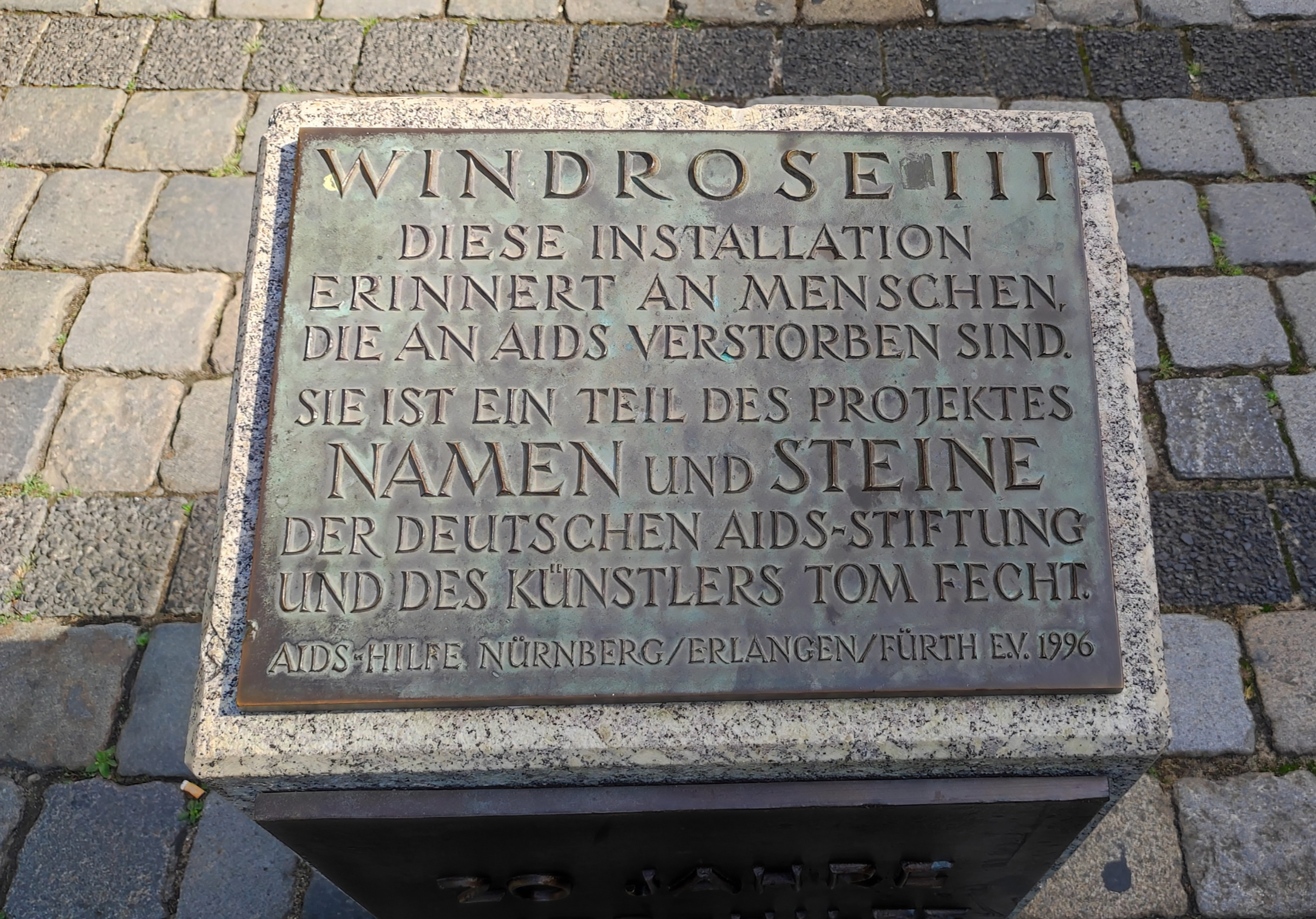
Gedenktafel Windrose „Namen und Steine“ Nürnberg
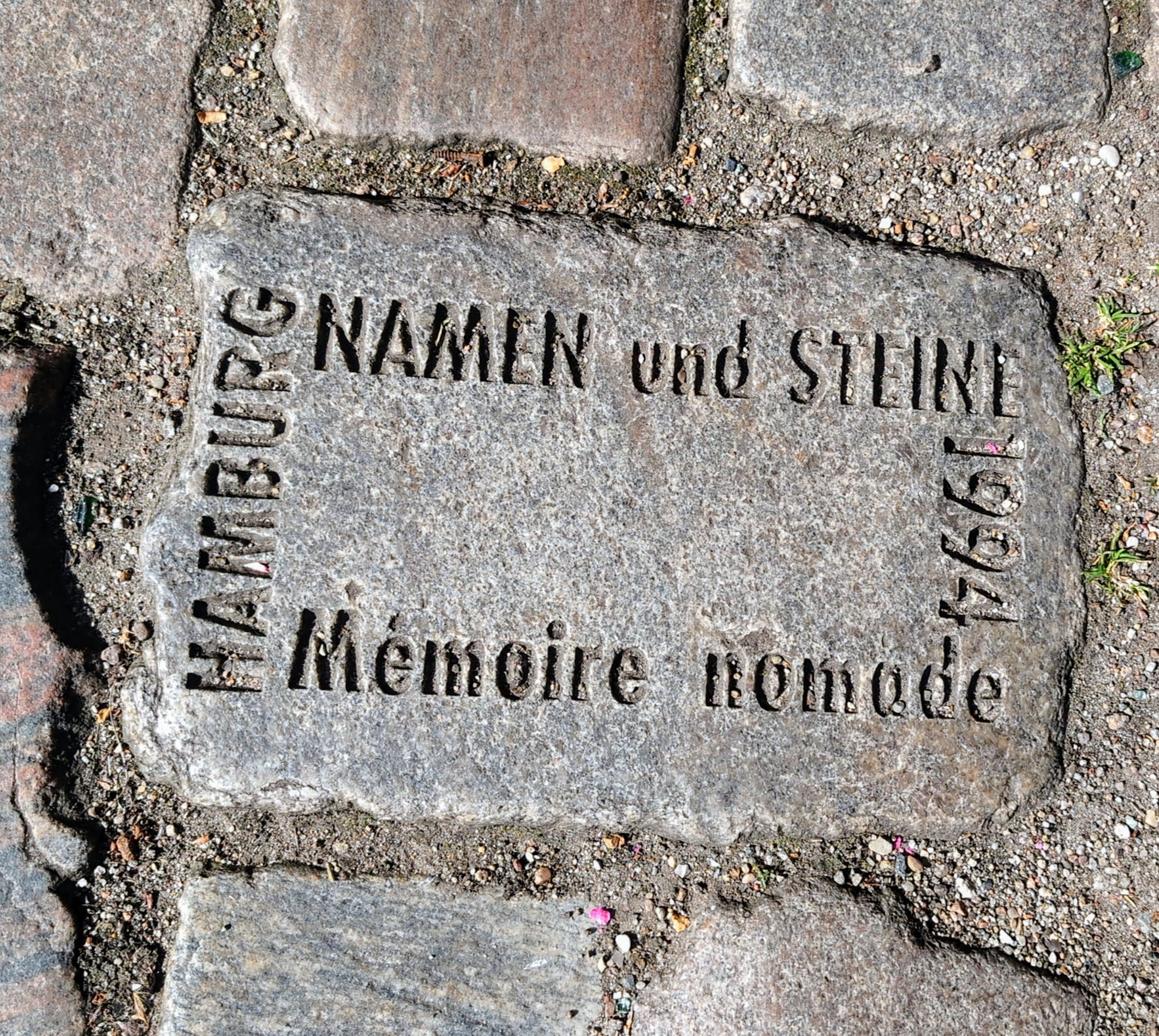
Namen und Steine - mémoire nomade, Zentralstein, Hamburg 1994